# アイフェル

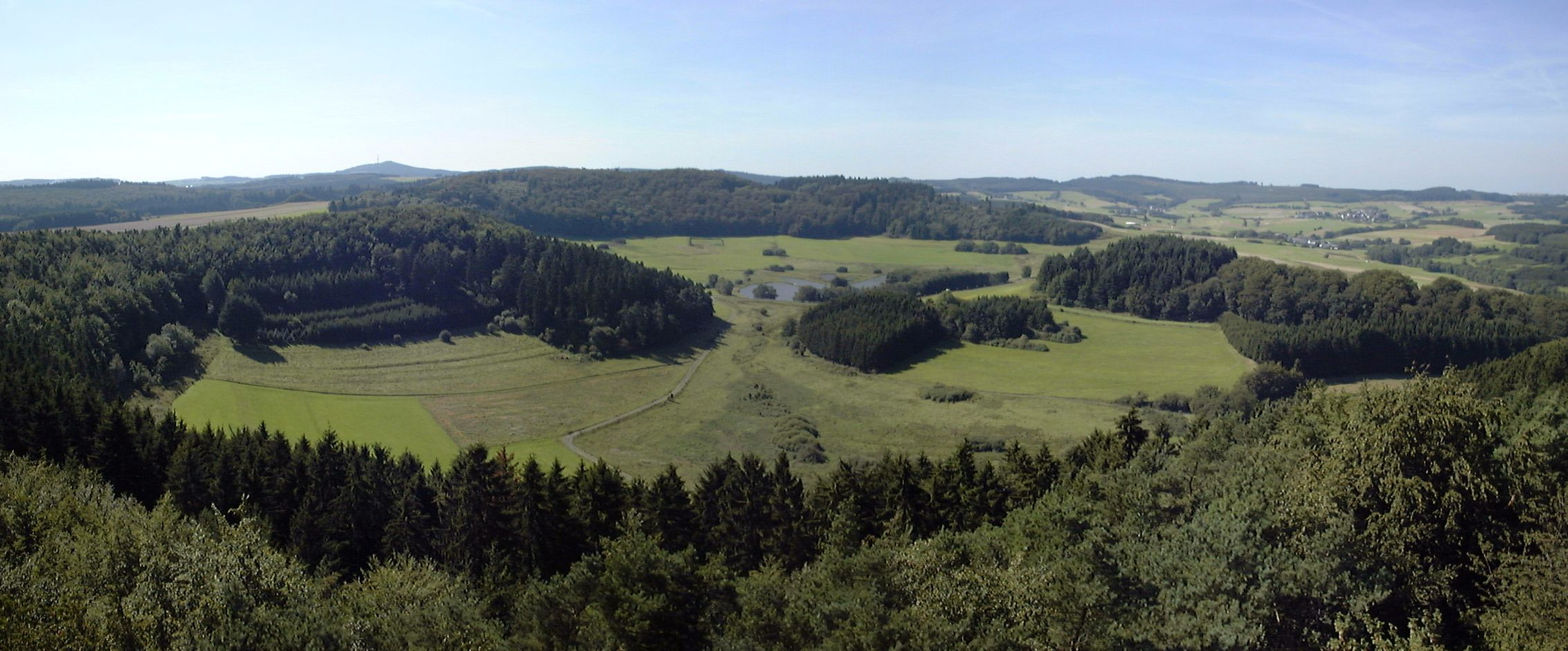
アイフェルの風景

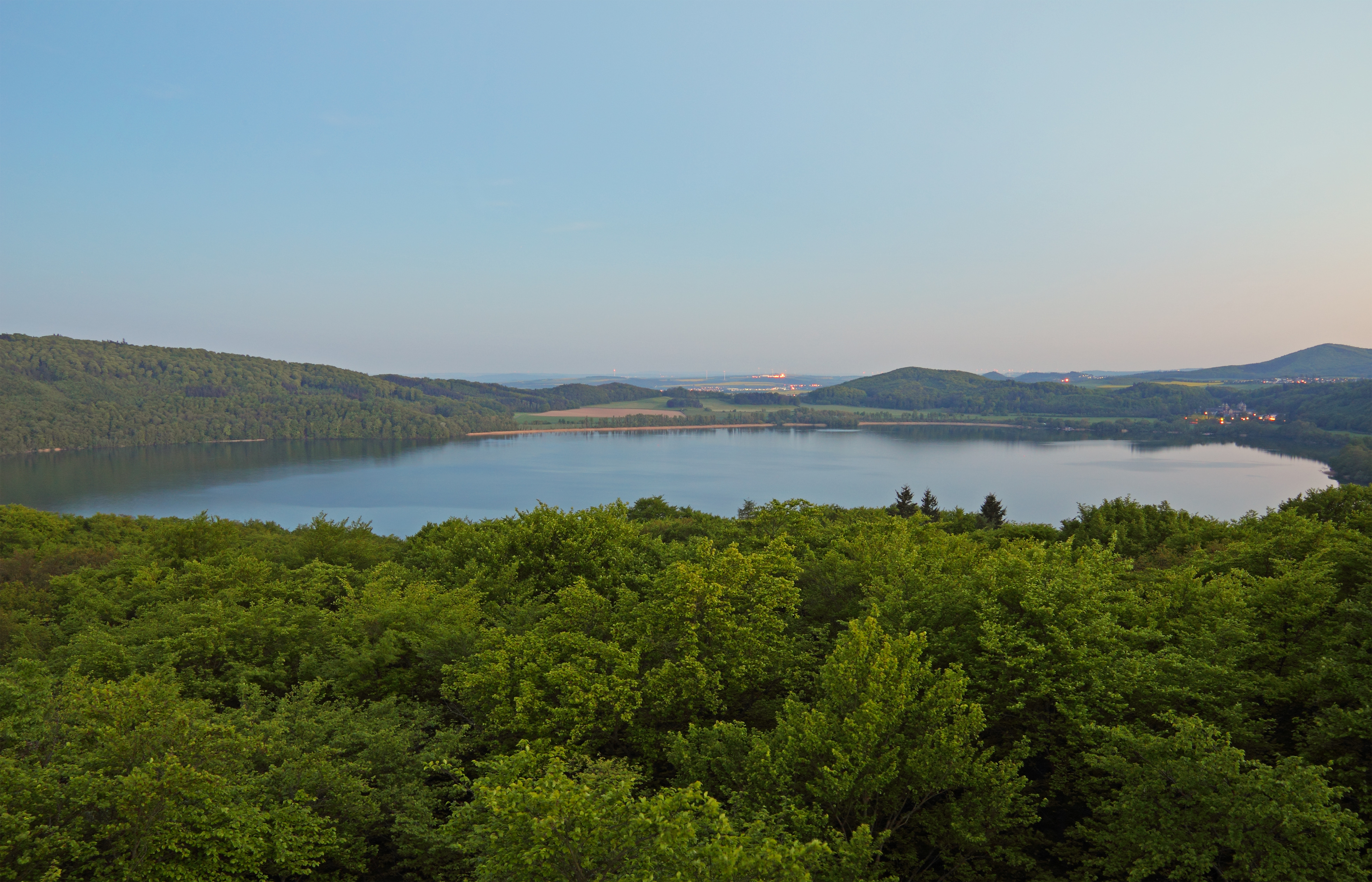
ラーハー湖の風景、フルカナイフェルの湖の一つ

アイフェル（Eifel）はドイツ西部からベルギー東部にかけて広がる標高の低い山地。ノルトライン＝ヴェストファーレン州の南西部、ラインラント＝プファルツ州の北西部、ベルギーのドイツ語共同体の南部にまたがる。
アイフェルはライン片岩山地の一部であり、その北部にアイフェル国立公園が含まれている。

## 地理

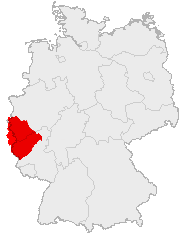
ドイツ国内におけるアイフェルの位置

アイフェルは南はモーゼル川、東はライン川、北はホーエズ・フェンの丘陵地、西はベルギーとルクセンブルクのアルデンヌ高地に隣接している。
アイフェルの中には相異なる区分をされた地域が含まれている。
- 北の大部分はアーゲビルゲ（英語版）（Ahrgebirge）と呼ばれ[1]、アー川 (ドイツ)（ドイツ語版）沿いを北上したところにアールワイラー地方がある。
- アー川の南はホーエ・アイフェル（Hohe Eifel）と呼ばれ[1]、アイフェルで最も高い山ホーエ・アハト（英語版）（747m）がある。
- 西のベルギーとの国境上の、698m登ったところにシュナイフェル（英語版）（Schneifel、「雪の深いアイフェル」を意味するSchnee-Eifelの一部を語源とする）として知られる丘陵地がある。同じく西にはエスリング地方（ドイツ語版）として知られるベルギーとルクセンブルクの国境がある。
- アイフェルの南半分は低くなっていて、北から南へモーゼル川に流れ込む川がたくさんある。中でも一番大きいのがキル川で、この川の一方の丘陵地はキルヴァルトと呼ばれる。
- アイフェルの南側はモーゼル川の上手のフォアアイフェル（英語版）で終わる。

2004年から、ドイツのノルトライン=ヴェストファーレン州内にあるアイフェルの110km2 が、アイフェル国立公園自然保護区として保護されている。また、同年に世界ジオパークにも登録された。

## 地質
アイフェルとベルギー、アルデンヌに続く地帯はバリスカン造山運動の一部でライン片岩山地に属する。
アイフェルは主にユーラメリカ大陸の南の海にあったデボン紀の粘板岩、砂岩、石灰岩と、バリスカン造山運動により褶曲した衝上断層からなる。アイフェルの褶曲と衝上断層のような主な地質構造には、ライン渓谷から離れるように南西から北東方向へずれたであろう形跡が見られる。
地質時代における第三紀と第四紀には大規模な火山活動があった。幾つかの丘は火道であり、火山地帯に特有の円形湖（マール）であるラーハー湖が火口に形成されている。ラーハー湖火山地帯における最後の噴火が1万年前に起こり、大量の火山灰を発生させたが、ヨーロッパ中の同年代の堆積物の中に、薄い火山灰の堆積層が見られる。アイフェルの火山活動の一部はフルカナイフェル（マントルの深部から熱い物質が地表へ昇ってきているところ）と、また地殻深部の破壊から溶岩が噴出するものと考えられる。火山はまだ活動中であることが研究で示されており、アイフェル地方は毎年1から2ミリ上昇している。歴史的にアイフェル火山の休止期間は1万から2万年であり、将来の噴火が指摘されている。

## 城

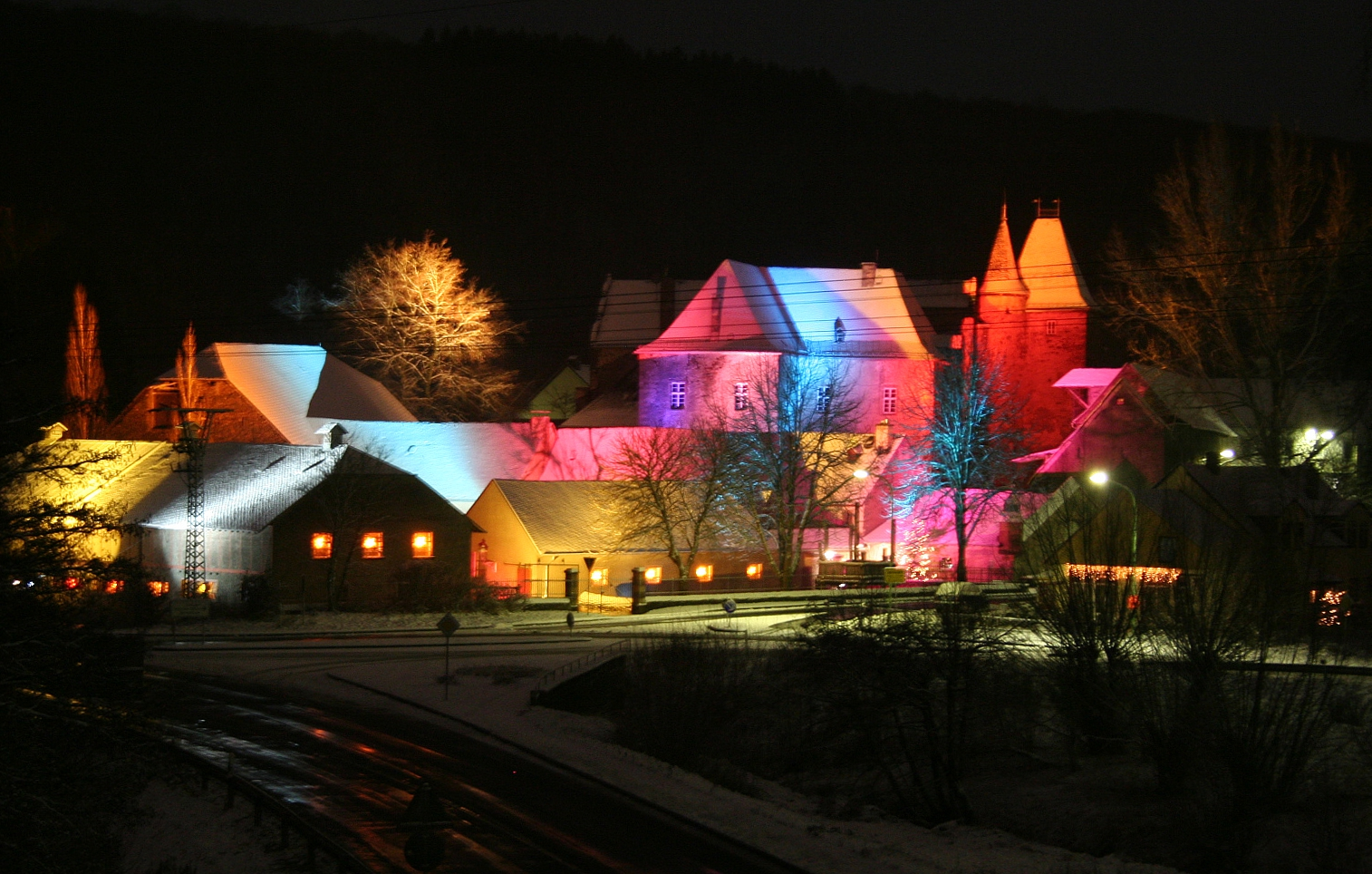
リッシンゲン城

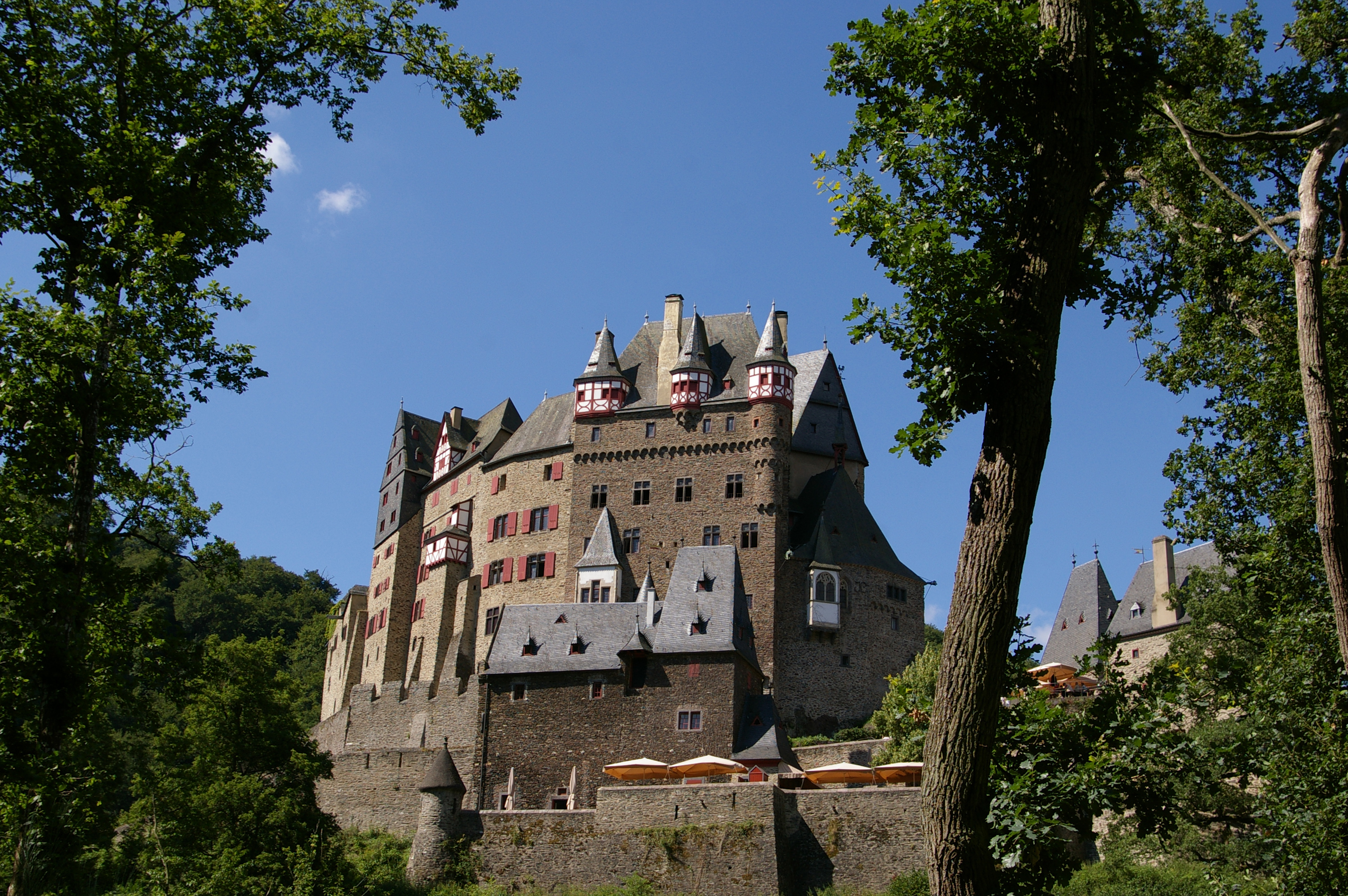
エルツ城

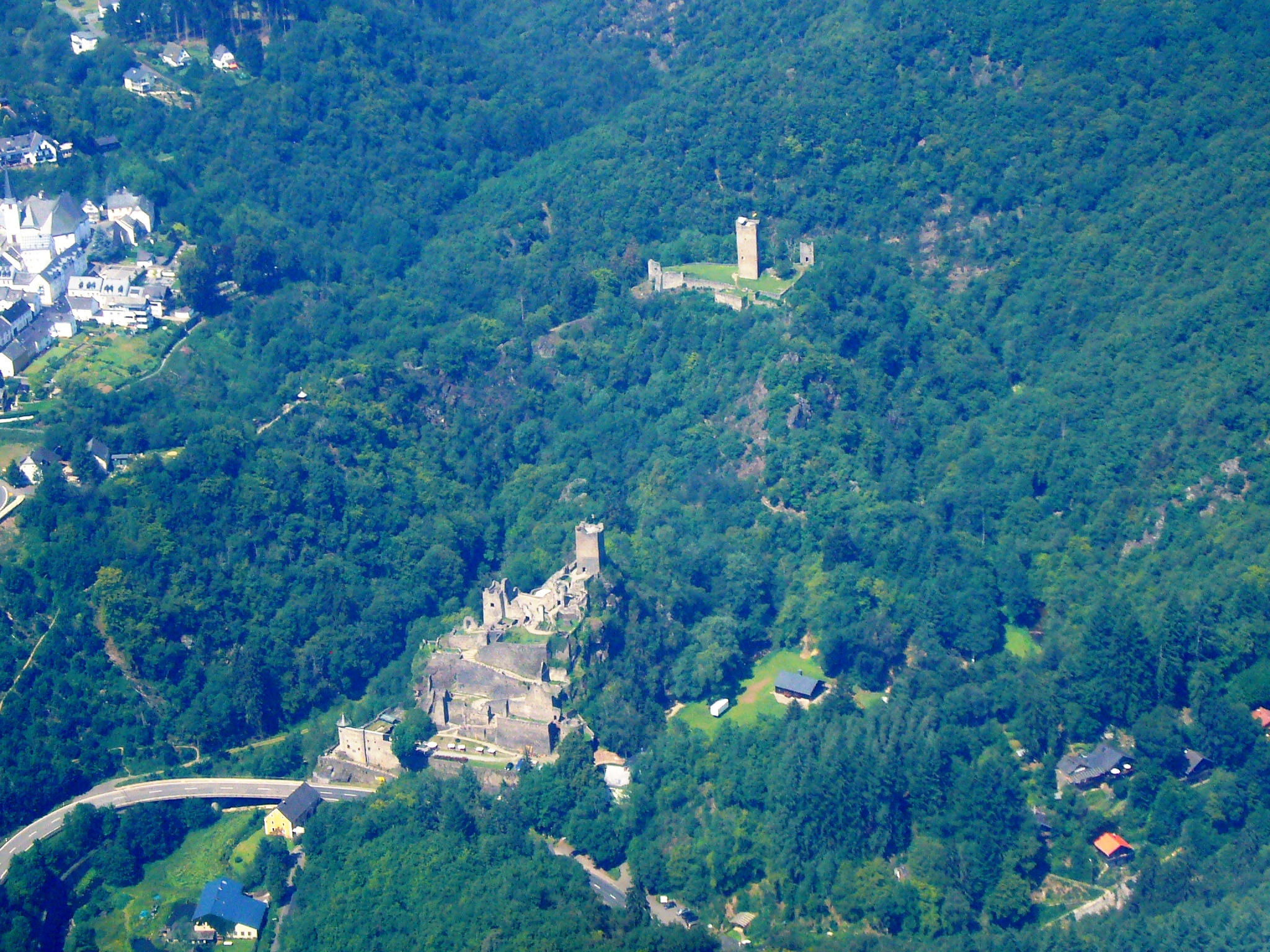
マンダーシャイト城

### 保存状態が良い城
- エルツ城（Burg Eltz）
- リッシンゲン城（英語版）（Burg Lissingen）
- ザツウェー城（ドイツ語版）（Burg Satzvey）
- ドゥーデルドルフ城（ドイツ語版）（Burg Dudeldorf）

### 19、20世紀に再建された城
- ボレンドルフ城（ドイツ語版）（Burg Bollendorf）
- ゲノフェーファ城（ドイツ語版）（Genovevaburg）
- フラッテン城（Burg Vlatten）
- コッヘム・ライヒスブルク城（ドイツ語版）（Reichsburg Cochem）

### 城址
- ゲロルシュタイン城（ドイツ語版）（Burg Gerolstein）
- ゴッデルシェイム（ドイツ語版）（Burg Gödersheim）
- レーヴェンブルク城（Löwenburg）とフィリップスブルク城（Philippsburg）
- マンダーシャイト城（ドイツ語版）（Manderscheider Burgen）
- モンシャウ城（ドイツ語版）（Burg Monschau）
- ニデッゲン城（ドイツ語版）（Burg Nideggen）
- シェーネッケン城（ドイツ語版）（Burg Schönecken）
- ウルメン城跡（ドイツ語版）（Ulmener Burgen）
- ニュルブルク城（ドイツ語版）（Nürburg）

## 山と丘

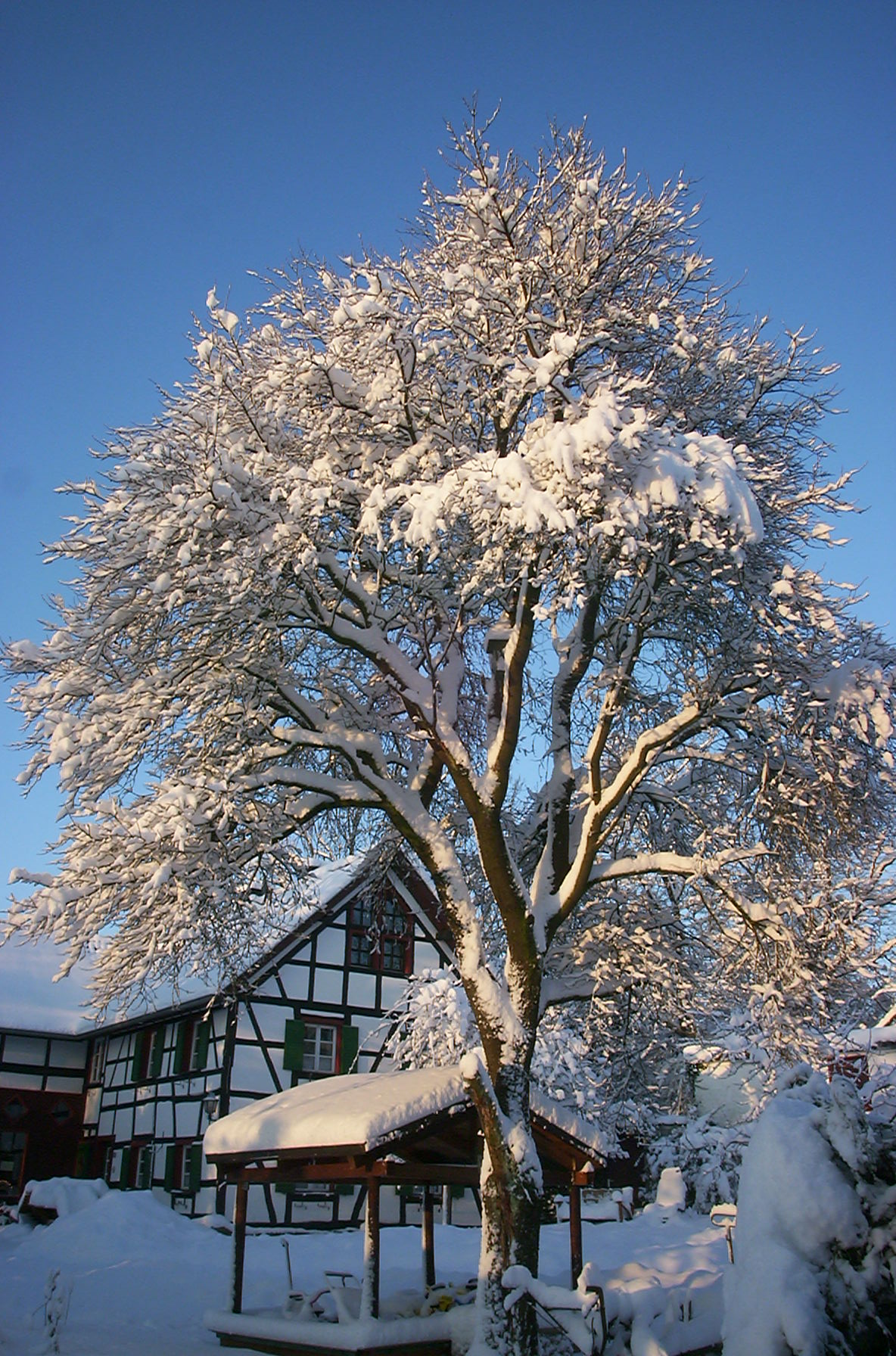
冬にはよく雪が積もる

- ランツクローネ（Landskrone, 272 m）, アールゲビルゲ（Ahrgebirge）

## 見どころ
- 世界で最も有名なモーターレーシングコースのあるニュルブルクリンクは、アイフェルに位置している。北コース（ノルドシュライフェ）は長く、険しく、危険な地方の森を通過することからグリーンヘルとしても知られる。
- 考古学的な見どころはアイフェルの水路である。最も長いものの一つはローマ帝国の水路であり、ケルンの街に水を供給している。